# إيغور بوريسوف
إيغور بوريسوف (بالروسية: Игорь Андреевич Борисов)‏ هو مجدف روسي، ولد في 5 أبريل 1924 في موسكو في روسيا، وتوفي في 10 أكتوبر 2003.

## وصلات خارجية
- إيغور بوريسوف على موقع الاتحاد الدولي للتجديف (الإنجليزية)
- إيغور بوريسوف على موقع اللجنة الأولمبية الدولية (الإنجليزية)
- إيغور بوريسوف على موقع أوليمبيديا (الإنجليزية)